# テンション (お笑い)
テンションは、田口浩正と小浦一優による日本のお笑いコンビである。ホリプロに所属していた。2024年、ユニットとしての活動を再開し、「ユニット結成から35周年！記念ライブ『テンションライブVol.7ワルアガキ』」開催に向け活動し始めたことを公表した。

## メンバー
- 田口 浩正（たぐち ひろまさ、1967年10月8日[1] - ） 福岡県福岡市出身[1]。

立ち位置は右。
活動休止後は俳優として活動。
- 小浦 一優（こうら かずまさ、1967年12月18日[1] - ） 福岡県北九州市出身[1]。

立ち位置は左。
活動休止後はピン芸人、舞台役者などを中心に活動し、R-1ぐらんぷり2008に「芋洗坂係長」として出場し準優勝した。

## 概要・芸風
- 小浦がダンサーとして働いていた六本木のショーパブで、俳優志望だった田口と出会う。小浦も芝居にのめりこむようになり、芝居の世界へ活動をシフトチェンジした。小浦は、「当時、ホリプロにお笑い部門が新設されて、オーディションがあるという情報を聞いたんです。お笑い芸人になるつもりはなかったけど、ステップアップの方法としてはアリなんじゃないかとコンビを結成した。」と話している[3]。
- 1988年2月に田口が劇団「PROJECT TENSION」を結成した後、翌年5月に小浦とコンビでデビュー[4]（小浦のプロフィールでは、コンビ結成年を1989年としている[5]）。ホリプロの同期には、バカルディ（現・さまぁ〜ず）がいる。
- 当時の芸風は洋楽曲「ロリポップ」をブリッジに使ったショートコント風のネタや「なぜ言うか」シリーズを披露。その他、博多弁のラップも披露していた。
- 結成当初から活動休止に入るまでは田口が太っていて小浦は痩せ型だったが、活動休止後は小浦が急激に太り出し、2024年現在は田口の体重を上回る程になった[6]。
- 1993年より活動休止である[5]。小浦は、「仕事はいっぱい来たけど、仕事に実力がついていかないことを実感していたので、このままじゃ潰れてしまうと思ったんです。やはり自分たちが本来やりたかった道へ進もうと話し合って、田口は映画やドラマの俳優の道へ。僕は舞台道へと進み、コンビは休止状態になりました。」と話している[3]。
- 小浦が一度解散したと言ったら、田口より連絡が来て、「解散って言うなよお前、俺たち休止しているだけだろう。」と言われた。小浦は、「テンションが復活するかどうかはわからないんですけど、また一緒になにかやりたいですね。」と話している[7]。
- 2019年8月24日、田口浩正率いるバンド・The8343のライブにおいて共演し、約26年ぶりにコンビ活動を行った[8][9]。
- 2024年9月25日、「テンション」としてデビュー35周年を迎えたタイミングで、2025年の1〜2月に東京・福岡で約30年ぶりとなる単独ライブを開催する事を発表した[10]。また同年10月8日放送回の「踊る!さんま御殿!!」において、約30年ぶりに2人揃ってのテレビ出演を果たした[11]。

## バラエティ番組
- 新人視聴会（1989年、日本テレビ）最優秀グランプリ（2回）
- LIVE笑ME!（1990年、日本テレビ）
- 冗談画報2（1990年、フジテレビ）
- オールナイトフジ（1990年、フジテレビ）
- ビートたけしのお笑いウルトラクイズ（第4回、1990年、フジテレビ）
- 怒涛のくるくるシアター（1990年 - 1992年、読売テレビ）
- 電動くるくる大作戦（1992年 - 1993年、読売テレビ）
- ナベさんミッちゃんのまねまね天国!（1991年、テレビ東京）
- 満月ビデオ御殿[1]（1991年、フジテレビ）
- オールスター100人ビンゴクイズ（1991年、テレビ朝日）
- クイズ!当たって25%[1]（1990年 - 1992年、TBS）
- サイコの晩餐（1992年、フジテレビ）
- 踊る!さんま御殿!!（2024年10月8日、日本テレビ）
- 高田文夫のラジオビバリー昼ズ(2025年1月8日、ニッポン放送。当日のパーソナリティは春風亭昇太･乾貴美子)

## テレビドラマ
- 不思議少女ナイルなトトメス（1990年 - 1992年、第7話・第20話・第25話・第42話、フジテレビ）※田口：ダメンテ大統領役、小浦：通訳役
- 混浴露天風呂連続殺人11 豪華別荘のアリバイ崩し（1992年、テレビ朝日）

## 映画
- シコふんじゃった。（1992年）

## CM
- メガネドラッグ（1989年）
- 東急観光“九州編”（1989年）
- 江崎グリコ“ボンバーズ”（1990年）
- リンカーン工業大学（1991年）

## 参考資料
- TVスター名鑑（1992年版。TVガイド10月15日臨時増刊号。東京ニュース通信社発行）